# Dennis Muren
Dennis Muren, född 1 november 1946 i Glendale, Kalifornien, är en amerikansk specialeffektsmakare för film.
Han har varit anställd vid Industrial Light & Magic och har arbetat med bland annat Steven Spielberg, James Cameron och George Lucas filmer. Muren har under sin karriär vunnit totalt nio Oscars: åtta för bästa visuella effekter och ett teknisk prestationsakademipris.

## Filmografi
- 1977 – Närkontakt av tredje graden
- 1977 – Stjärnornas krig
- 1978–1979 – Stridsplanet Galactica (TV-serie)
- 1980 – Rymdimperiet slår tillbaka
- 1981 – Drakdödaren
- 1982 – E.T. the Extra-Terrestrial
- 1983 – Jedins återkomst
- 1984 – Hjältarnas karavan: Ewokernas återkomst
- 1984 – Indiana Jones och de fördömdas tempel
- 1985 – Tempelmysteriet
- 1986 – Captain EO
- 1987 – 24-timmarsjakten
- 1987 – Solens rike (optiska effekter)
- 1988 – Willow
- 1989 – Avgrunden
- 1989 – Ghostbusters 2
- 1991 – Terminator 2 – Domedagen
- 1993 – Jurassic Park
- 1995 – Casper
- 1996 – Mission: Impossible (kreativ rådgivare)
- 1996 – Twister (kreativ rådgivare)
- 1997 – Harry bit för bit (kreativ rådgivare)
- 1997 – The Lost World: Jurassic Park
- 1999 – Star Wars: Episod I – Det mörka hotet
- 2001 – A.I. – Artificiell Intelligens
- 2002 – Star Wars: Episod II – Klonerna anfaller
- 2003 – Hulk
- 2005 – Världarnas krig
- 2008 – WALL-E (kreativ konsult)
- 2011 – Super 8
- 2012 – Paranormal Activity 4
- 2015 – Star Wars: The Force Awakens (kreativ konsult)